# Cheili Carolina González Castillo
Cheili Carolina González Castillo, née le 21 novembre 1980 à Guatemala, est une karatéka guatémaltèque connue pour avoir remporté le titre de vice-championne du monde en kumite individuel féminin moins de 53 kilos aux championnats du monde de karaté 2004 à Monterrey, au Mexique.

## Résultats
| Résultat          | Date          | Épreuve                   | Catégorie | Compétition                | Ville hôte                |
| ----------------- | ------------- | ------------------------- | --------- | -------------------------- | ------------------------- |
| Médaille d'argent | Novembre 2004 | Kumite individuel - 53 kg | Seniors   | Championnats du monde 2004 | Monterrey, au Mexique     |
| Médaille d'or     | Juillet 2007  | Kumite individuel - 53 kg | Seniors   | Jeux panaméricains 2007    | Rio de Janeiro, au Brésil |